# Paul Heinrich Christiaan Heitinga
Paul Heinrich Christiaan Heitinga (Driel, 10 oktober 1833 - Oldebroek, 20 april 1891) was een Nederlands politicus en burgemeester.

## Biografie
Heitinga werd geboren in Driel in de Bommelerwaard als zoon van schoolonderwijzer Ede Johannes Heitinga en Sofia Elisabeth Christina Zimmer. Zijn moeder stierf toen hij nog maar vijf jaar oud was.
In februari 1875 vestigt Heitinga zich in Jutphaas. Hij wordt benoemd tot secretaris en ontvanger (van belastingen en verdere inkomsten) van deze gemeente. In 1881 neemt hij afscheid van de gemeenteraad en vertrekt naar Oldebroek.
Op 1 november 1881 neemt mr. C.J.R. Nobel afscheid als burgemeester van Oldebroek. Hij verzocht om gezondheidsredenen zijn ontslag aan de Koning en kreeg deze ook. Wel bleef Nobel tot zijn overlijden in november 1885 lid van de gemeenteraad.
Na vertrek van Nobel fungeert wethouder A.J. van Asselt als tijdelijk voorzitter van de gemeenteraad.
Op 15 januari 1882 wordt Heitinga benoemd als burgemeester van Oldebroek, waarna hij op 26 januari te Arnhem de eed aflegt bij de commissaris van de Koning.
Heitinga trouwt op 1 mei 1890 in Delft met Catharina van Woerden. Hun huwelijk bleef kinderloos.
Op 14 maart 1891 is Heitinga nog aanwezig bij de raadsvergadering. Volgens de berichten is hij dan al ziek. Op 20 april omstreeks 1 uur 's middags overlijdt Heitinga op de leeftijd van 57 jaar.